# Arapoema
Arapoema är en kommun i Brasilien.   Den ligger i delstaten Tocantins, i den centrala delen av landet, 900 km norr om huvudstaden Brasília. Antalet invånare är 6 742.
Omgivningarna runt Arapoema är huvudsakligen savann. Runt Arapoema är det mycket glesbefolkat, med 4 invånare per kvadratkilometer.